# Katia Buffetrille
Katia Buffetrille is een Frans etnoloog en tibetoloog.
In 1996 voltooide Buffetrille haar veldwerk in Tibet en Nepal over pelgrimage, niet-boeddhistische religie in Tibet en heilige geografische plaatsen, met de publicatie van haar proefschrift Heilige bergen, meren en grotten: pelgrimsplaatsen in de Tibetaanse wereld. Geschreven tradities. Levende werkelijkheden (Oorspronkelijk: Montagnes sacrées, lacs et grottes : lieux de pèlerinage dans le monde tibétain. Traditions écrites. Réalités vivantes). Sindsdien heeft ze ook enige studies geschreven over de veranderingen in de laatste decennia op het gebied van de bedevaart in Tibet.
Buffetrille werkte na haar studie aan de École pratique des hautes études dat onderdeel uitmaakt van de Sorbonne-Universiteit in Parijs. Ze geeft seminars over rituelen aan het Centre de recherches sur les civilisations chinoise, japonaise et tibétaine en ze is redacteur van het tijdschrift Études mongoles, sibériennes, centrasiatiques et tibétaines.